# Xanthorhoe hortensiaria
Xanthorhoe hortensiaria är en fjärilsart som beskrevs av Ludwig Carl Friedrich Graeser 1889. Xanthorhoe hortensiaria ingår i släktet Xanthorhoe och familjen mätare. Inga underarter finns listade i Catalogue of Life.